# The American Naturalist

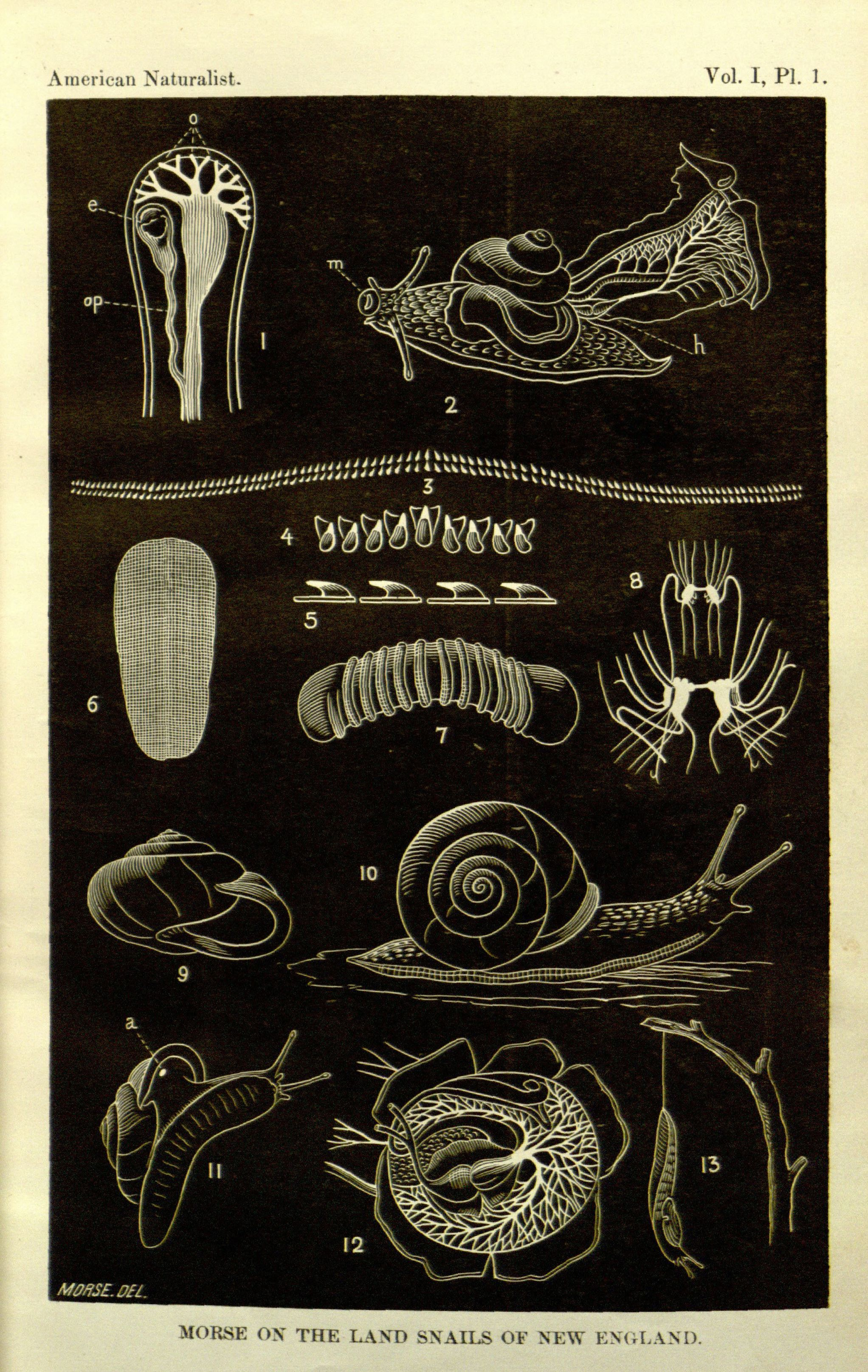
Capa do volume 1 da revista

The American Naturalist é a revista científica mensal revisada por pares da Sociedade Americana de Naturalistas, cujo objetivo é "avançar e difundir o conhecimento da evolução orgânica e outros princípios biológicos amplos, de modo a aprimorar a unificação conceitual das ciências biológicas". Foi estabelecido em 1867 e é publicado pela University of Chicago Press. A revista abrange pesquisas em ecologia, biologia evolutiva, população e biologia integrativa. De acordo com o Journal Citation Reports, a revista teve um fator de impacto de 4 265 em 2017, classificando-a em 26º de 158 periódicos na categoria "Ecologia"  e 11º de 49 periódicos na categoria "Biologia Evolutiva".